# Левицкий, Роман Иванович

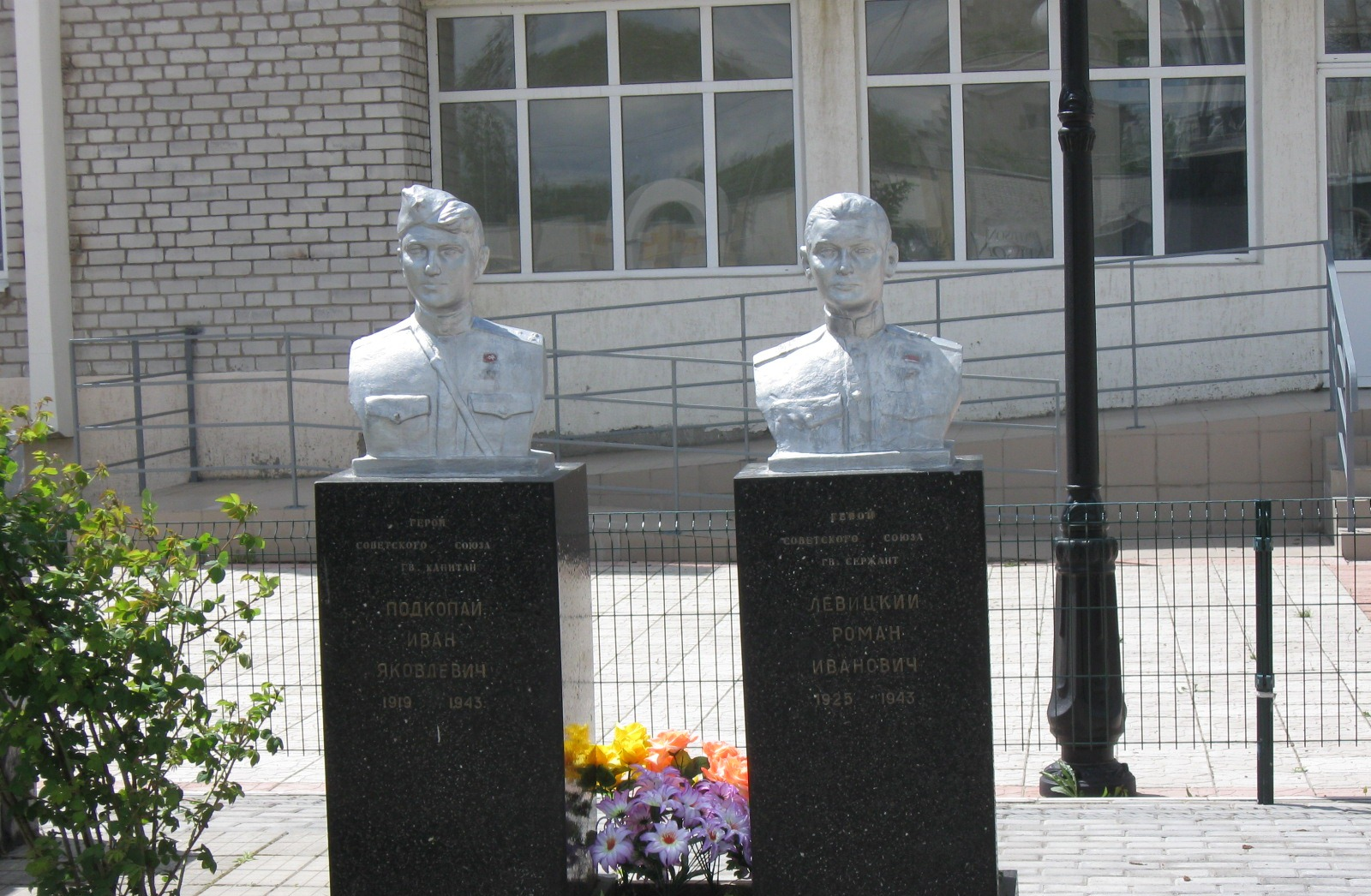
Бюсты героям Левицкому и Подкопаю возле посёлкового совета Безлюдовской общины

Роман Иванович Левицкий (1925, Житомир — 18 октября 1943, Верхнеднепровский район, Днепропетровская область) — гвардии сержант Рабоче-крестьянской Красной армии, участник Великой Отечественной войны, Герой Советского Союза (1944).

## Биография
Родился в 1925 году в Житомире. До войны проживал в посёлке Безлюдовка Харьковского района Харьковской области Украинской ССР.
В октябре 1941 года оказался в оккупации. После освобождения в марте 1943 года был призван на службу в Рабоче-крестьянскую Красную армию и направлен на фронт Великой Отечественной войны. В июле 1943 года был ранен.
К сентябрю 1943 года гвардии сержант Роман Левицкий командовал отделением 184-го гвардейского стрелкового полка 62-й гвардейской стрелковой дивизии 37-й армии Степного фронта. Отличился во время битвы за Днепр. 28 сентября 1943 года одним из первых переправился через Днепр в районе села Мишурин Рог Верхнеднепровского района Днепропетровской области Украинской ССР и принял активное участие в боях за захват и удержание плацдарма на его западном берегу. В боях за Мишурин Рог лично уничтожил 11 вражеских солдат и офицеров.
3 октября 1943 года заменил собой выбывшего из строя командира роты и поднял её в атаку, отразив немецкую контратаку. Во время последующих боёв, по одним данным, скончался от полученных ранений 18 октября 1943 года, по другим данным — пропал без вести.
Указом Президиума Верховного Совета СССР «О присвоении звания Героя Советского Союза офицерскому, сержантскому и рядовому составу Красной Армии» от 22 февраля 1944 года за «образцовое выполнение боевых заданий командования при форсировании реки Днепр, развитие боевых успехов на правом берегу реки и проявленные при этом отвагу и геройство» был удостоен посмертно высокого звания Героя Советского Союза. Также был награждён орденом Ленина и медалью «За отвагу».
Память
В его честь установлен его бюст и названа улица в Безлюдовке.